# ティナ・ウェイマス

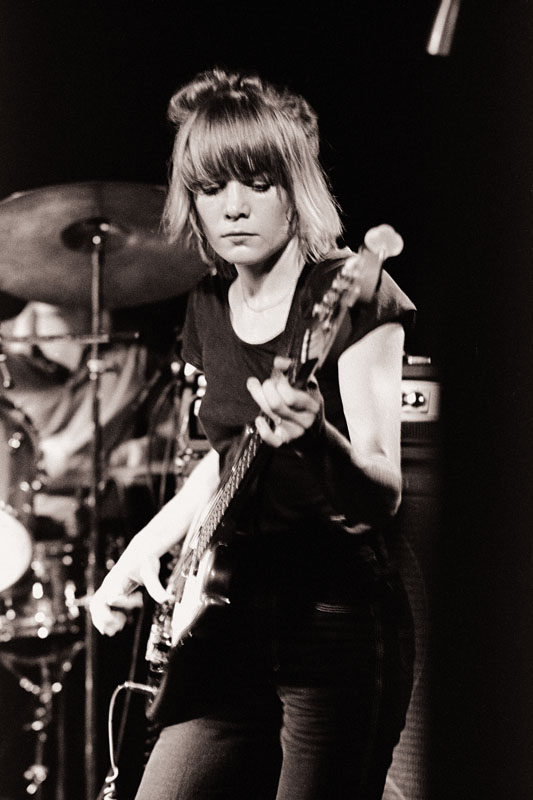
ミネアポリスでライブ演奏するウェイマス（1977年10月）

ティナ・ウェイマス（Tina Weymouth、1950年11月22日 - ）は、アメリカのミュージシャン、ベーシスト、シンガー、ソングライター、作家。ニュー・ウェイヴ・グループ、トーキング・ヘッズとトム・トム・クラブのオリジナル・メンバー。
夫はトーキング・ヘッズのドラマーでもあるクリス・フランツ。
2002年、夫クリスと共にトーキング・ヘッズのメンバーとしてロックの殿堂入りを果たした。 ローリング・ストーン誌が選んだ「史上最高のベーシスト50選」で第29位に選ばれている。

## 生い立ち
1950年、ローラ・ブシャージュと米海軍副提督であるラルフ・ウェイマスの娘として、カリフォルニア州コロナードで生まれる。トム・トム・クラブで共演しているラニ・ウェイマスとローラ・ウェイマス、フロリダ州ビーチタウンにあるサルバドール・ダリ美術館の設計者である建築家のヤン・ウェイマスを含む7人の兄弟がいる。母方の曽祖父はブルトン人の詩人、アナトール・ル・ブラズ。 
12歳のとき、ウェイマスはナンシー・タフツが指揮するアマチュア音楽グループであるポトマック・イングリッシュ・ハンドベル・リンガーに参加、共にツアーを行う。14歳の時に独学でギターの練習を始めた。高校ではチア・リーディング部に所属していた。 
1971年に夫クリスと出会う。その1年後に恋仲へと発展し、1977年に結婚した。

## トーキング・ヘッズ

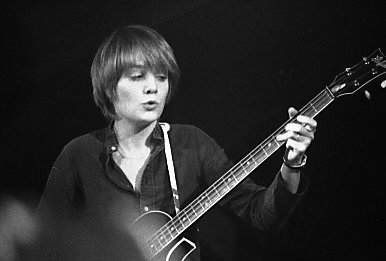
トロントでのトーキング・ヘッズのライブで演奏するウェイマス（1978年5月13日）

ロードアイランド・スクール・オブ・デザインの学生時代にクリスとデヴィッド・バーンに出会った。バーンとクリスは後にバンドを結成し、 ベーシストを探していた。 ウェイマスはクリスの要請でバンドに加わったが、当時はベースを演奏した経験がなく、加入後にベースの練習と演奏を始め、その5か月後にデビューとなった。 
ウェイマスは、 ワイヤーやペル・ウブなどのグループのミニマルなアート・パンクのベースラインとダンサブルなファンク風のリフを組み合わせて、トーキング・ヘッズのサウンドの基盤を作った。ウェイマスのベースプレイはジェイ・Z、セレーナ・ゴメス等にサンプリングされており、ウェイマスのベースプレイ抜きでは「サイコ・キラー」、「バーニング・ダウン・ザ・ハウス」、「ワンス・イン・ア・ライフタイム」などの曲のグルーヴはなかったとされる。 
ベーシストとしてはドナルド・ダック・ダン、ジェームス・ジェマーソンの影響を受けている。 
ソニック・ユースのキム・ゴードン、ハイムのエスティ・ハイムはウェイマスの影響を受けたことを公言している。

## その他の音楽活動

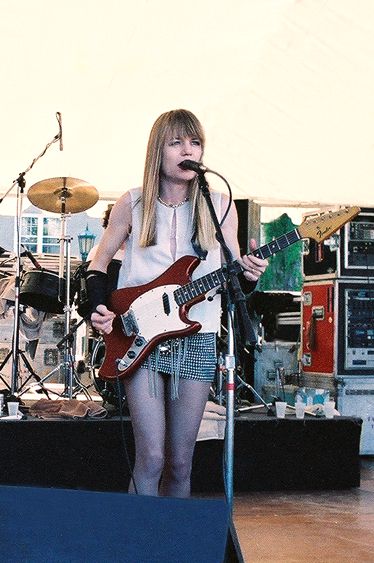
1986年、トム・トム・クラブでのウェイマス

トーキング・ヘッズの活動休止が長期にわたったため、ウェイマス、クリス、コンパス・ポイント・オールスターズが中心となり1980年にトム・トム・クラブを結成。 
1990年半ばにトーキング・ヘッズのフロントマン、デヴィッド・バーンが新たなトーキング・ヘッズのアルバムを制作することに興味を示さなくなったことが明らかになった際、バーン以外のメインバーであるウェイマス、クリス、 ジェリー・ハリソンの3人が「ザ・ヘッズ（The Heads）」を名乗り、アルバム『ノー・トーキング、ジャスト・ヘッド』をリリースした。他バンドのボーカリストにボーカルを執らせる形式での活動だった。ウェイマスはバーンについて「友情を取り戻すことのできない男」と彼を非難した。
1992年、ハッピー・マンデーズの『Yes Please!』を共同プロデュースした。またオルタナティヴ・ロック のバーチャル覆面音楽プロジェクト、ゴリラズの曲「19-2000」にバッキング・ボーカルとパーカッションで参加している。 
2002年、ウェイマスは、インディペンデント・アーティストのキャリアをサポートするための第2回インディペンデント・ミュージック・アワードの審査員を務めた。  
同年にはトーキング・ヘッズのメンバーとして夫クリスと共にロックの殿堂入りを果たしている。
2003年、チックス・オン・スピードのアルバム『99 Cents』に収録されたトム・トム・クラブの 「おしゃべり魔女」のカバーで、ル・ティグレのメンバーらと共演した。 
チックス・オン・スピードの 「おしゃべり魔女」はオランダのチャートで2位まで達し、ベルギーのダンスチャートで5位、英国シングルチャートでは7位を記録した。

## 私生活
ウェイマスとクリス・フランツは1977年に結婚した。現在、コネチカット州フェアフィールド在住で、2人の息子がいる。 
姪のキャサリン・ウェイマスは 、ワシントン・ポストの最高経営責任者を務めた。 

## 使用楽器
- ヘフナー 500/2 クラブ・ベース [22] – 1978年に購入したシングル・カッタウェイ、ホロー・ボディ。2ピックアップモデル
- Veillette-Citron Standard 4ストリング–ネックスルー、ティール・グリーン
- フェンダー・ムスタング・ベース –初期のパフォーマンスで使用
- ギブソン・レスポール・トライアンフ・ベース -初期のパフォーマンスで使用
- Fender Jazz Bass – Tom Tom Clubのライブパフォーマンスで使用
- スタインバーガー Lシリーズベース– アルバム『リトル・クリーチャーズ』時代に見られる
- フェンダー・スインガー・ギター - 映像作品「Stop Making Sense」で、「ジス・マスト・ビー・ザ・プレイス」のパフォーマンスで使用
- チャップマン・スティック